# Druga srednja sklanjatev
V drugo srednjo sklanjatev uvrščamo osebne zaimenske besede za 1. in 2. osebo, npr. jaz, mene, meni ...
Drugo srednjo sklanjatev priznava šele Slovenski pravopis 2001. SSKJ je na primer ne omenja, saj osebnima zaimkoma za 1. in 2. osebo ni priznaval spolskosti; enako velja za Slovenski pravopis 1962. Zgled uporabe zaimka jaz po drugi srednji sklanjatvi najdemo, na primer, v Aškerčevi pesmi Anka: Jaz (sonce) sem bilo pred teboj na sveti.